# Желиховский, Пётр
Пётр Желиховский (рум. Petru Jelihovschi; род. 14 марта 1981 года) — молдавский певец, продюсер и медиаменеджер.

## Биография
Музыкальная карьера Желиховского была связана с метал-группой Inferialis, в составе которой он был вокалистом в 1998 году, и поп-группой O-Zone, в которой он выступал с 1998 по 2001 годы. Он окончил университет Ньюпорта (англ. Newport University), получив степень магистра экономики. Работал на телевидении, был одним из авторов молдавской версии музыкального реалити-шоу «Фабрика звёзд».
30 апреля 2010 года им было основано общество с ограниченной ответственностью «Prime TV»; в том же году Желиховский упоминался как генеральный директор молдавского телеканала Prime (ретранслятора российского Первого канала). По состоянию на 2019 год был помощником директора телеканала Prime.
Помимо Prime, де-юре Желиховский является директором молдавских телевизионных каналов Publika TV, Canal 3 и Canal 2, а также является руководителем General Media Group.